# 歐鐵列車
歐鐵列車（Eurotrain）是由西門子和阿爾斯通成立的合資企業，目的是為了搶攻亞洲高鐵市場。1997年，曾和台灣高鐵聯盟（以大陸工程為首）參與臺灣高速鐵路之核心系統競爭，並且擊敗傾向採用日本新幹線系統的中華高鐵聯盟（以中華開發為首），取得高鐵建設優先議約權。 然而，翌年德國發生艾雪德列車出軌事故，再次年臺灣又遭遇921大地震，且台灣高鐵公司後來與歐鐵列車談判不順，無法達成價格及技術上之協議，使得最終臺灣高速鐵路改用日本新幹線技術，因而導致歐鐵列車與台灣高鐵公司產生糾紛，最後於2004年以台灣高鐵公司賠償歐鐵列車六千五百萬美元的損害賠償而告终。

## 起源
歐鐵列車是由西門子（德國ICE主要製造商）和阿爾斯通（法國TGV）於1996年3月成立的合資企業，  兩家公司因為韓國KTX的競爭而兩敗俱傷，西門子未能成功得標，而得標的阿爾斯通獲利卻有限 ，為避免重蹈覆轍，決定合作以搶攻亞洲高鐵市場。阿爾斯通持有歐鐵列車公司60％的股份，西門子則持有40％的股份。  臺灣高速鐵路是該公司參與的第一個，同時也是唯一一個計畫。

## 參與臺灣高鐵競標

### 初步成功
臺灣高鐵在最初有兩個聯盟競爭，分別是：傾向採用歐洲系統的「臺灣高速鐵路企業聯盟」以及傾向採用日本系統的中華高鐵聯盟（以中華開發為首）。 1997年9月25日，  臺灣高速鐵路企業聯盟取得高鐵建設優先議約權。 
同年，臺灣高速鐵路企業聯盟宣布歐鐵列車為提供核心技術者，  包括高速列車、軌道、電氣化、信號和通信技術。 
在最終的協議中，臺灣高鐵和歐鐵列車希望藉由示範列車，以說服高鐵局計畫的可行性。   

#### 示範列車
1998年5月4日，列車進行了從哥廷根到漢諾威進行試車，包括德國經濟部長和臺灣高鐵局長、西門子、臺灣高鐵聯盟代表在場，最高時速達到316km/h。
- 1998年4月4日在慕尼黑莱姆的歐鐵列車示範列車。
- 法國駕駛講師正在對臺灣籍列車長講解列車聯結與解聯的實作課程。